# Sérgio Jimenez
 (avril 2016).
Sérgio Jimenez (né le 15 mai 1984 à Piedade dans l’État de São Paulo) est un pilote automobile brésilien.

## Carrière
- 2006 : Championnat d'Espagne de Formule 3
- 2007 : GP2 Series